# Xotidium
Genre
Xotidium est un genre de coléoptères de la famille des Staphylinidae et de la sous-famille des Scaphidiinae.

## Liste des espèces
Le genre comprend les espèces suivantes :
- Xotidium bolmarum Löbl, 2015
- Xotidium flagellum Ogawa & Löbl, 2016
- Xotidium heissi Ogawa & Löbl, 2016
- Xotidium mauritianum (Vinson, 1943)
- Xotidium meridionale Ogawa & Löbl, 2016
- Xotidium montanum (Löbl, 1971)
- Xotidium notatum (Löbl, 1977)
- Xotidium pygmaeum (Löbl, 1971)
- Xotidium smetanai Ogawa & Löbl, 2016
- Xotidium tarantulatum Ogawa & Löbl, 2016
- Xotidium tubuliferum Löbl, 2011
- Xotidium uniforme Löbl, 1992

## Taxinomie
Le genre est décrit en 1992 par l'entomologiste Ivan Löbl. Le nom est une anagramme de Toxidium LeConte, 1860, un genre très proche.